# Гусман, Алонсо Перес де
Дон Алонсо Перес де Гусман, так же известен как Гусман Эль-Буэно (Добрый; 24 января 1256, Леон — 19 сентября 1309, Гаусин) — крупный военачальник периода Реконкисты. Первый сеньор де Санлукар-де-Баррамеда (1297—1309). От него по прямой мужской линии происходят первые герцоги Медина-Сидония.

## Биография
Согласно испанской традиции, Гусман родился в Леоне. Историки так же предполагают, что он был мусульманином, обратившимся в христианство. В разрешении на экспорт пшеницы, подписанном в 1288 году, где Гусман Эль-Буэно получил разрешение на экспорт урожая, говорилось, что он, весьма вероятно, происходит из Марокко. В документе 1297 года король Кастилии относится к Гусману как к «вассалу», то есть не испанцу. Этот документ является собственностью герцогов Медина-Сидония.
В 1292 году король Кастили Санчо IV Смелый (1284—1295) после шестимесячной осады взял замок Тарифу. Командующим гарнизона в замке был назначен леонский рыцарь по имени Алонсо Перес де Гусман, уже к тому времени называемый Эль-Буэно, «Добрый», благодаря своим подвигам на службе последнего короля Альфонсо X.
В 1294 году Алонсо Перес де Гусман получил от короля Кастилии Санчо IV разрешение на рыбную ловлю в награду за героическую оборону Тарифы от мавров. Он построил замок Сахара-де-лос-Атунес в качестве оборонительного замка, который стал его сезонной резиденцией и местом переработки тунца.

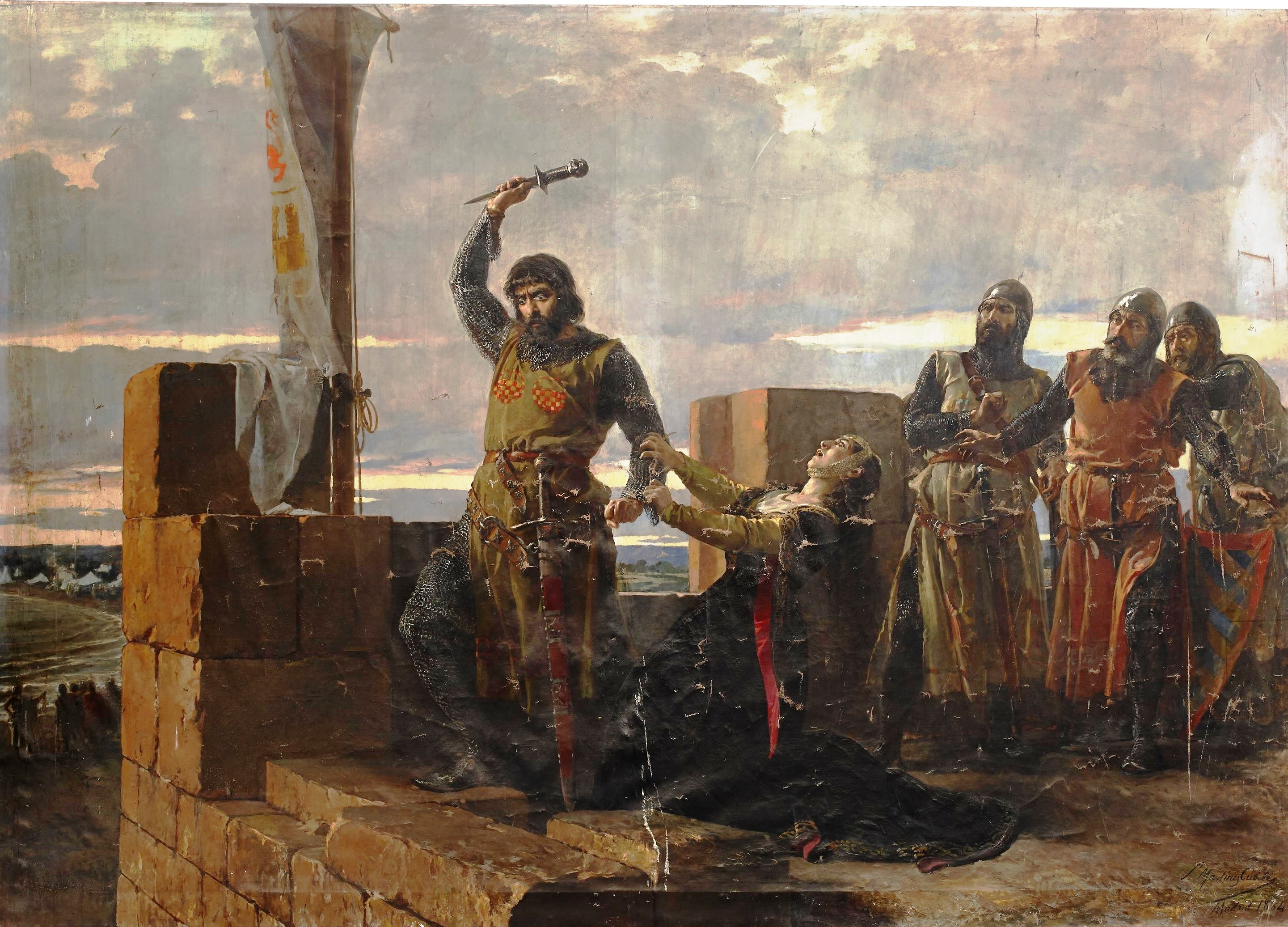
Сальвадор Мартинес Кубелис. Гусман бросает нож со стены Тарифы

В 1296 году Алонсо де Гусман, действуя от имени короля Кастилии Санчо IV Смелого, защищал Тарифу от пятитысячного марокканского войска под командованием инфанта Хуана, который поднял восстание против своего старшего брата. Инфант Хуан вывел к воротам крепости старшего сына Гусмана, которого доверили его заботам, и заявил, что, если замок не будет сдан, то комендант крепости увидит смерть своего сына. Алонсо де Гусман дал клятву королю Кастилии защищать Тарифу от врагов королевства и католической веры и собирался сдержать рыцарское слово. Он отказался сдать замок и даже бросил осаждающим свой нож вниз со стены, а затем вернулся в замок, где стал обедать со своей женой. Но крики ужаса и тревоги вызвали коменданта снова на крепостные стены. Инфант Хуан приказал перерезать мальчику горло. Мавры, союзники Хуана, пришли в ужас от злодейства инфанта, и вернулись обратно через Гибралтарский пролив. Дон Хуан Кастильский, опасаясь вернуться в Марокко, бежал в Гранаду.
Король Кастилии Санчо IV Смелый, узнав о подвиге Алонсо Переса де Гусмана под Тарифой, отправил ему письмо, в котором сравнивал его с библейским Авраамом и просил его прибыть ко двору. Во время аудиенции король обнял Алонсо и воскликнул: «Здесь находится рыцарь, который должен служить примером всем!» Алонсо де Гусман оставался верным сторонником короля, а впоследствии и его вдовы и сына.

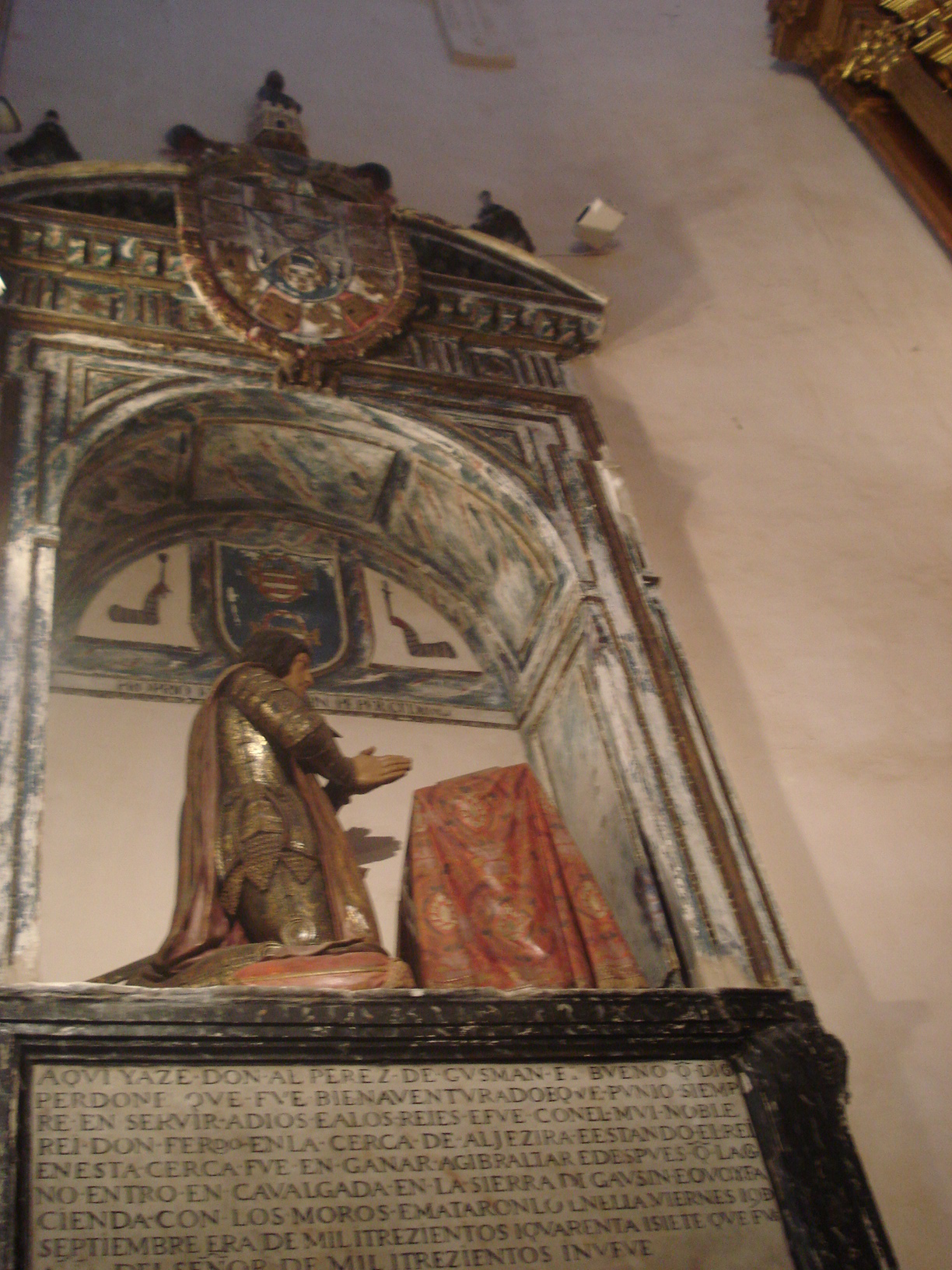
Могила Гусмана Доброго в монастыре Исидоро дель Кампо в Севилье

Он получил во владение от нового короля Кастилии Фердинанда IV земли между Гвадианой и Гвадалквивиром, став 1-м сеньором Санлукар-де-Баррамеда (1297). Под его власть перешли замки Санлукар-де-Баррамеда, Рота, Чипиона и Требухена. В 1299 году он получил тунцовые промыслы под Кониль-де-ла-Фронтера, а в 1303 году — под Чиклана-де-ла-Фронтера, заселив эти места. В 1307 году он получил во владение сеньорию Вехер-де-ла-Фронтера в обмен на Сафру и Фальконеру в Эстремадуре. Кроме того, владел сеньорией Марчена и доходами от Медины-Сидонии.
Алонсо Перес де Гусман погиб 19 сентября 1309 года в бою с маврами под Гранадой.

## Семья и дети
Жена — Мария Алонсо Коронель (1267—1330), дочь Фернандо Гонсалеса Коронеля и Санчи Васкес де Асуна. Их дети:
- Педро Алонсо Перес де Гусман-и-Коронель (ум. 1294), был убит под стенами замка Тарифа
- Хуан Алонсо Перес де Гусман-и-Коронель (1285—1351), 2-й сеньор де Санлукар-де-Баррамеда
- Леонор Перес де Гусман-и-Коронель, сеньора Уэльва и Эль-Пуэрто-де-Санта-Мария; муж — Луис де ла Серда (1291—1348), правнук короля Кастилии Альфонса X
- Изабель Перес де Гусман-и-Коронель, сеньора Рота и Чипиона; муж — Фернандо Понсе де Леон (ум. ок. 1331), сеньор де Марчена.